# Jean-Michel Lemoyne de Forges
 (mai 2025).
Jean-Michel Lemoyne de Forges, né le 25 avril 1944 à Franconville, est un juriste français.

## Études
- Docteur en droit et agrégé de droit public
- Professeur honoraire à l'université Paris II (Panthéon-Assas)

## Fonctions
- Vice-président du Tribunal suprême de Monaco
- Membre du Centre d'études et de recherches de science administrative (CERSA)
- Ancien directeur des études à l'École nationale d'administration (ENA)
- Membre de l'Académie catholique de France
- Assimilé spécial du Contrôle général des armées[2]
- En mai 2015, il est pressenti par le Président du Sénat, Gérard Larcher, pour être nommé membre de la Haute Autorité pour la transparence de la vie publique (HATVP) mais la Commission des lois ne donne pas d'avis conforme après une tentative grossière de manipulation[3],[4].

## Distinctions
- Officier de l'ordre de Saint-Charles (2012[5])
- Officier de l'ordre des Palmes académiques

## Publications
- Institutions administratives et juridictionnelles, Ellipses, 2005
- L’adaptation de la fonction publique française au droit communautaire, 2003
- Droit administratif, PUF, 2002
- Le droit de la santé, PUF, 2000 rééd. 2010
- Le droit de la fonction publique, PUF, 1997

## Controverses
En mai 2015, Jean-Michel Lemoyne de Forges est candidat au poste de membre à la Haute Autorité de la transparence de la vie publique française ((HATVP). Dans des conditions de transparence troubles, il est proposé par Gérard Larcher, président du Sénat français. Mais sa nomination est rejetée à la suite de ses déclarations au cours de son audition. En effet ces dernières suscitent alors de vives critiques de la part du site d'informations français Mediapart. En février 2017, Mediapart révèle qu’il a exercé son métier d'avocat à partir de 2005 avec un avocat mis en examen en mars 2015 pour blanchiment de fraude fiscale dans l'affaire Suleyman Kerimov .